# Захист тварин

Червона книга України (2009)

Захист тварин — вид природоохоронної діяльності, спрямованої на захист тварин від експлуатації їхніх популяцій людиною та захист прав тварин, як диких, так і свійських.

## Засади
Людська діяльність у цій галузі передбачає безпосередню охорону тварин від діяльності людини, на відміну від охорони через збереження середовищ існування та ін. заходи непрямої охорони. Однією з найвідоміших форм є охорона (у т. ч. й збройна) гнізд великих хижих птахів у Британії та інших країнах  .
Цей напрямок діяльності охоплює також активність людей, пов'язану з добробутом диких та здичавілих форм тварин (як правило, ссавців та птахів) у місцях концентрованого проживання людей, зокрема й стосовно утримання та поводження з тваринами, запобігання жорстокого поводження з тваринами. 
Концепція є більше світоглядною і розвивається громадськими організаціями, соціальними психологами й філософами, і мало пов'язана з науковими дослідженнями, зокрема й у галузі екології, созології та зоології.
В Житомирі розташований КП Центр захисту тварин (вул. Сергія Параджанова, 87).[]
- див. також "Охорона тваринного світу", "Охорона природи", "Охорона рослинного світу"

## Напрямки розвитку ідеї
Серед сучасних напрямків розвитку ідеї захисту тварин розрізняють такі основні: 

### щодо дикої фауни (вкл. й синантропні види)

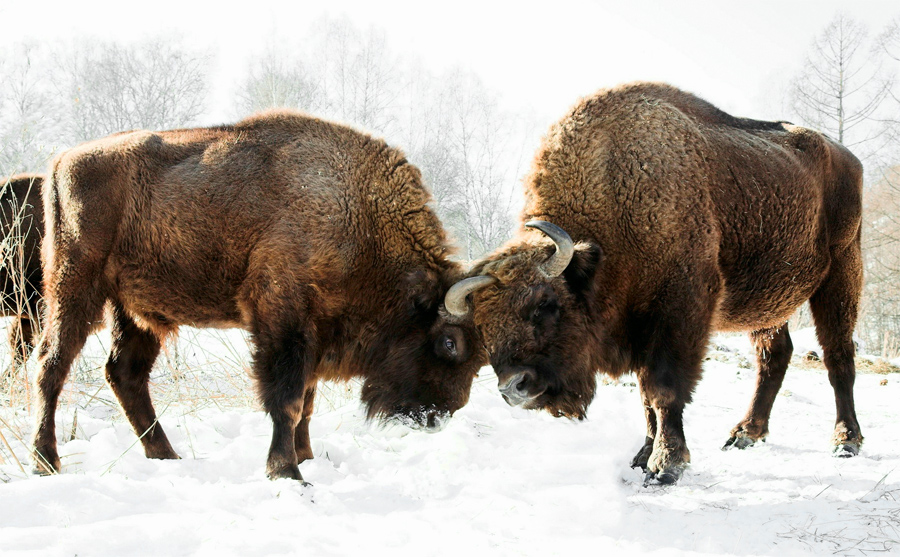
Бізон європейський — об'єкт найбільшої уваги в європейських природоохоронних ініціативах

Діяльність в цьому напрямку найчастіше полягає у підтриманні популяцій (а не долі окремих особин) і відповідає задачам досліджень у галузі охорони тваринного світу:
- формування червоних переліків, тобто списків видів та окремих популяцій, експлуатація яких має бути заборонена або жорстко регламентована (наприклад, "Червона книга України");
- розробка конкретних Планів дій щодо охорони окремих найбільш вразливих видів з окремими спеціальними положеннями щодо забезпечення їх захисту, у тому числі заборона полювання чи промислу в цілому або в окремих регіонах чи в окремі періоди (наприклад, угода ACCOBAMS щодо китоподібних або угода EUROBATS щодо  кажанів в межах Боннської конвенції);
- формування спеціальних положень щодо утримання та транспортування тварин, зокрема й окремих положень у межах міждержавних угод (наприклад, в угоді СІТЕС щодо утримання або транспортування тварин, включених у додатки СІТЕС);
- безпосереднє регулювання популяцій окремих видів тварин[4].

### щодо свійських та невільних тварин
Діяльність у цьому напрямку найчастіше зводиться до питань дотримання біоетики і є галуззю громадянської активності, а не науковців чи природоохоронців:
- Благополуччя тварин, або добробут тварин (Animal welfare), що припускає контроль за психологічним і фізичним благополуччям тварин;
- Біоетика як поняття про моральні засади використання лабораторних тварин і рослин;
- Права тварин, деякі прихильники яких вважають неприпустимим окремі різновиди традиційного використання тварин людиною у своїй господарській діяльності.

Подібна діяльність у стосунку до свійських та синантропних тварин (насамперед псів та котів) припускає невизнання тварин як власності і спрямована переважно проти експлуатації і умертвіння тварин , а також використання тварин як піддослідних у медико-біологічних експериментах.